# Francesco Maria de' Medici
Pour les autres membres de la famille, voir Famille de Médicis.
Francesco Maria de' Medici (né le 12 novembre 1660 à Florence, dans l'actuelle province de Florence, en Toscane, alors dans le grand-duché de Toscane et mort le 3 février 1711) est un cardinal italien du XVIIe siècle et du début du XVIIIe siècle. Membre de la puissante famille de Médicis, il est le fils cadet du grand-duc Ferdinand II de Toscane et de Vittoria della Rovere. Du 6 mars 1694 au 3 février 1711 il est aussi le duc de Rovere et Montefeltro.

## Biographie
Francesco Maria de' Medici est grand-prieur de l'Ordre de Malte à Pise et abbé commendataire de S. Galgano à Sienne et de S. Stefano à Carrare en 1675. En 1683, il devient gouverneur de Sienne.
Dans la tradition de sa famille, il est créé cardinal très jeune. Le pape Innocent XI le crée cardinal lors du consistoire du 2 septembre 1686. Le cardinal De' Medici participe au conclave de 1689, lors duquel Alexandre VIII est élu pape, et à ceux de 1691 (élection d'Innocent XII) et de 1700 (élection de Clément XI).
Il est protecteur d'Allemagne de 1689 à 1703, quand il devient protecteur de France et d'Espagne et est nommé abbé de Marchiennes en 1703 et de St. Amand en 1708.
Il a gardé comme résidence la Villa médicéenne di Poggio Imperiale. En 1691 l'inventaire de ses appartements dans la Villa y mentionnait deux œuvres de Pandolfo Reschi dont il était le protecteur et le commanditaire, L'Attaque d'un couvent et Un Miracle de saint Jean-Baptiste.
La Maison de Médicis risquant de s'éteindre, il renonce au cardinalat en juin 1709 sur les instances de son frère, le grand-duc Cosme III de Toscane, puis, malgré une grande différence d'âge et une obésité prononcée, se marie avec Éléonore Louise de Guastalla (1686-1742), une fille de Vincent Ier de Guastalla, en juillet 1709, mais le couple n'a pas d'enfants. Il est nommé prince de Sienne et meurt deux ans plus tard à l'âge de 50 ans.